# Air Command and Control System (ACCS)
Air Command and Control System (ACCS) – tworzony dla potrzeb państw-członków NATO system obrony powietrznej szczebla taktycznego. Planuje się budowę systemów stacjonarnych i mobilnych. Planowany termin oddania systemu do użytku to 2010–2012 r. Realizację systemu z ramienia NATO nadzoruje agencja NACMA (NATO ACCS Management Agency) ulokowana przy Kwaterze Głównej NATO w Brukseli. Od 1999 roku Polska uczestniczy w tym programie, planując zainstalowanie 2 stacjonarnych stanowisk dowodzenia szczebla taktycznego. Pierwsze z tych stanowisk ma być oddane do operacyjnego wykorzystania w 2010 roku, drugie około 2012 roku, o ile znajdą się fundusze na jego implementację. Stanowiska te będą stanowiły trzon systemu obrony powietrznej Polski po roku 2014. Od 1 lipca 2012 agencja NACMA została włączona do agencji NCIA. Opóźnienia w tworzeniu i testowaniu oprogramowania systemu ACCS spowodowały, że do chwili obecnej tj. sierpnia 2014 nie działa żadne stanowisko dowodzenia w Polsce. Ponadto, nie planuje się obecnie tworzenia drugiego stanowiska szczebla taktycznego w Polsce,